# Ido Nehoshtan
Aluf Ido Nehoshtan (nacido en 1957) es un general de las Fuerzas de Defensa de Israel  y el comandante en jefe de la Fuerza Aérea de Israel hasta 2012. Fue el Comandante de la Dirección de Planeación hasta el 4 de abril de 2008 cuando fue reemplazado por Amir Eshel, pasando a sustituir en mayo a Eliezer Shkedi como Comandante en Jefe de la Fuerza Aérea de Israel.